# Cpbc 가톨릭특강

cpbc 가톨릭특강은 대한민국의 라디오 채널 Cpbc FM에서 월~토요일 아침 6시 5분부터 아침 6시 50분까지 방송했던 가톨릭 성경 프로그램이다.

## 역사
2019년 6월 3일 《cpbc 성경특강》으로 방송을 시작해, 2019년 12월 2일부터 "cpbc 가톨릭특강"으로 제목을 변경하여 방송했으나, 2020년 6월 27일 방송을 마지막으로 1년만에 폐지되었다.